# Qizhong Forest Sports City Arena

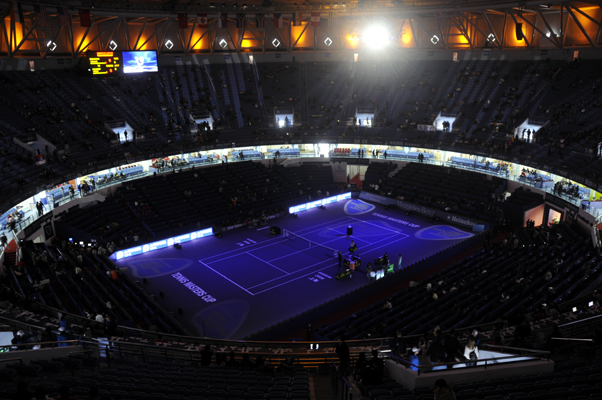
El Qizhong Stadium, anfitrión de un partido en la Tennis Masters Cup 2008.

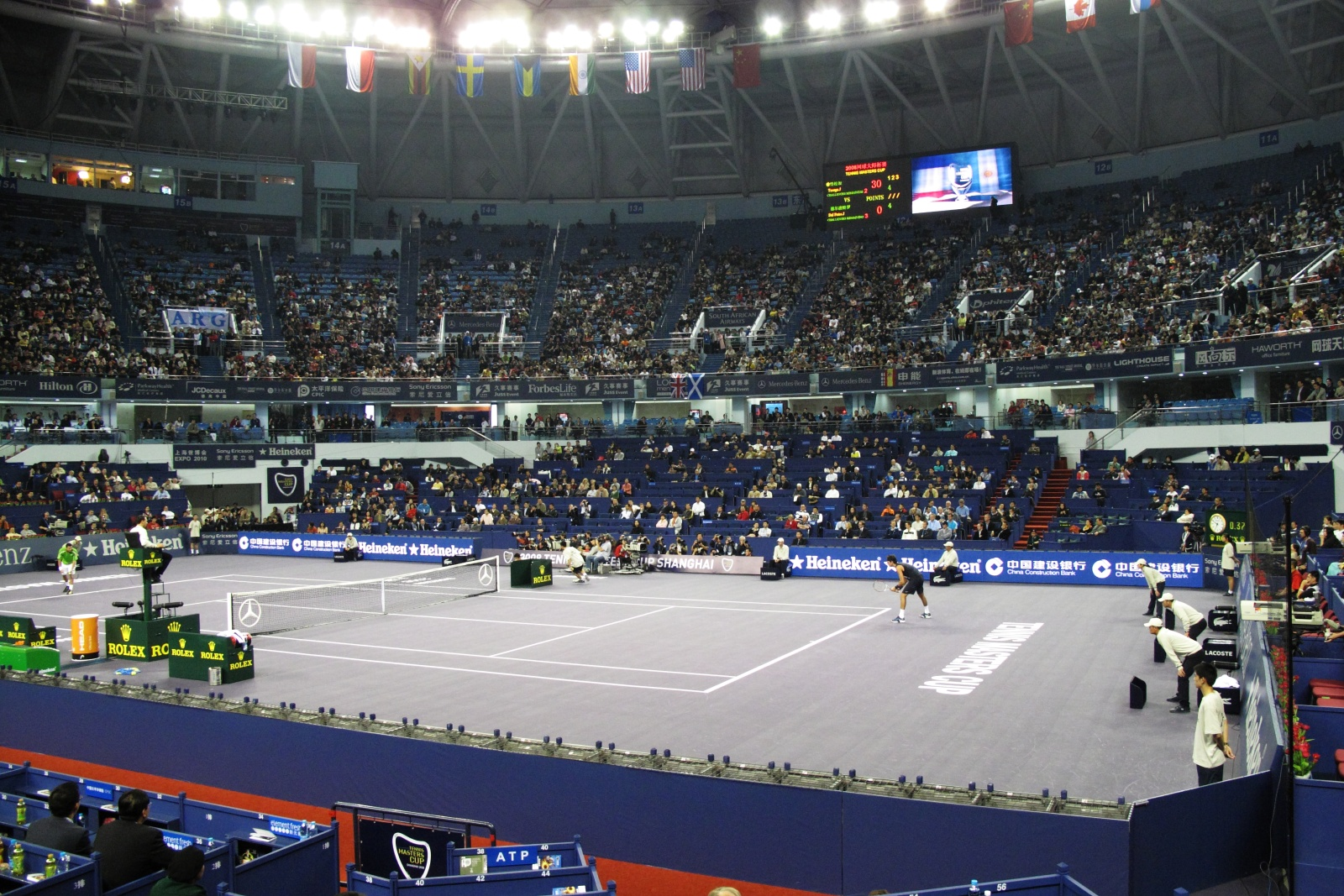
La cancha principal de Qizhong Arena, durante la Tennis Masters Cup 2008.

El Qizhong Forest Sports City Arena, también conocido como Qizhong Stadium, es un estadio de tenis en Shanghái, República Popular China. El complejo está ubicado en un área de 80 hectáreas (200 acres), en la ciudad de Maqiao, en el suroeste de Shanghái, distrito de Minhang. Tiene un techo retráctil de acero que se abre y cierra en forma de molinete o espiral, con ocho piezas deslizantes en forma de pétalo (movidas en 8 minutos) que se asemejan a una magnolia floreciente (la flor oficial de la ciudad de Shanghái). El techo permite que el estadio albergue eventos de tenis tanto en interiores como al aire libre. La capacidad de asientos es de 13.779 personas. El estadio fue creado especialmente para albergar las ATP Finals entre la 2005 y 2008, y fue la sede de tenis más grande de Asia, hasta el construcción del Centro de Tenis del Parque Olímpico de Pekín. Desde 2009 ha albergado el Masters de Shanghái, un torneo ATP Masters 1000 que comenzó ese año. También sirvió como uno de los lugares utilizados por los Cleveland Cavaliers y Orlando Magic de la NBA durante su gira por China en 2007.

## Características del estadio
El Centro de Tenis tiene una superficie total de 338.836 metros cuadrados, de los cuales 85.000 metros cuadrados están compuestos por estructuras. La tasa de volumen es 0.187, la densidad de construcción 15.1%, espacio verde/abierto 46.1%, con capacidad de estacionamiento de 993 espacios de estacionamiento. La instalación cuenta con 25 canchas, incluidas tres canchas principales, a saber, la cancha central, la cancha de tribuna 2 y la cancha 3.
- El estadio de la cancha central tiene una superficie de 30.649 metros cuadrados. Tiene cuatro pisos, para una altura total de 40 m (131 pies) sobre el nivel del suelo. La cancha central está cubierta por un techo de acero con ocho piezas en forma de pétalos (cada pétalo pesa dos toneladas) que se asemejan a una magnolia, la flor de la ciudad de Shanghái. La apertura del techo representa el florecimiento de una flor de magnolia.

- El techo tarda ocho minutos en abrirse o cerrarse por completo.

- El estadio se puede adaptar para otros eventos internacionales como baloncesto (como en 2007), voleibol, tenis de mesa o gimnasia.

Durante el evento ATP Finals, había una zona comercial, con áreas públicas para comer y beber fuera del estadio.

## Historia
El estadio está ubicado en la ciudad de Ma Qiao en el suroeste de Shanghái, el distrito de Minhang. La Comisión Municipal de Construcción y Administración de Shanghái solicitó ofertas internacionales en 2003 para construir el estadio. La oferta ganadora fue presentada por el arquitecto japonés Mitsuru Senda y su empresa Environment Design Institute (EDI), una empresa de arquitectura y paisajismo que se especializa en entornos infantiles, como escuelas, museos, hospitales, instalaciones deportivas, parques, estructuras de juego, guarderías y viviendas.
EDI había diseñado estadios deportivos en Japón, incluido el Centro Acuático Internacional de Tatsumi y el Tokoname Municipal Gymnasium. El Sr. Senda, expresidente y ahora miembro honorario del Instituto de Arquitectura de Japón, estableció EDI en 1968 con una filosofía de diseño para adaptar la planificación integral junto con el diseño del entorno.
Cada hoja, del techo, fue construida en el suelo de antemano. El método de prueba de cada hoja en el suelo fue similar al utilizado por China Aerospace, donde cada pieza del techo debe pasar una prueba antes de que pueda elevarse a su posición para la instalación final.
Otras empresas involucradas en la construcción del centro fueron:
- Tercera Oficina de Construcción de China – contratista de construcción

- Jiannan Heavy Industry Co., Ltd. – infraestructura de acero

- Shanghai Mechanical Construction Co., Ltd. – construcción de techos

Actualmente, el parque de tenis alrededor del Center Court Stadium se está expandiendo. Habrá un total de 40 canchas de tenis cuando se complete la Fase 2 (Estadio de la cancha central, 3 pequeños estadios cubiertos, 14 canchas cubiertas y 22 canchas al aire libre).